# Shannon Parry
Shannon Parry (Brisbane, 27 oktober 1989) is een Australisch rugbyspeler.

## Carrière
Parry won met de ploeg van Australië tijdens de Olympische Zomerspelen 2016 de Olympische gouden medaille. Parry maakte tijdens dit toernooi in totaal één try.

## Erelijst

### Rugby Seven
- Olympische Zomerspelen:  2016